# العلاقات الأفغانية الأمريكية
بدأت العلاقات الأمريكية الأفغانستانية في عام 1921 تحت قيادة أمان الله خان ووارن جي. هاردينغ على التوالي. يعود أول اتصال بين البلدين إلى ثلاثينيات القرن التاسع عشر، وذلك عندما اكتشف أول شخص مسجل من الولايات المتحدة أفغانستان. بدأت الولايات المتحدة في استثمار بعض الأموال في أفغانستان الداخلية (غير الساحلية)، وانتهى هذا الاستثمار قبل ثورة ثور في عام 1978. بدأت الولايات المتحدة في قبول آلاف اللاجئين الأفغان لإعادة توطينهم منذ عام 1980؛ وقدمت المال والأسلحة للمجاهدين من خلال وكالة الاستخبارات الباكستانية.
غزت الولايات المتحدة أفغانستان للقبض على أسامة بن لادن بعد الهجمات الإرهابية في عام 2001، وذلك على الرغم من العثور عليه لاحقًا في باكستان المجاورة. أدى هذا الغزو إلى إعادة إعمار أفغانستان وإعادة العلاقات الدبلوماسية مع بقية العالم. أعلن الرئيس الأمريكي باراك أوباما أفغانستان حليفًا رئيسيًا خارج الناتو في عام 2012. قُرِّر انتهاء التدخل الأمريكي في الحرب في أفغانستان، وهي أطول حرب في تاريخ الولايات المتحدة، بعد انسحاب القوات الأمريكية من البلاد بحلول 31 أغسطس عام 2021. تولى مكتب شؤون جنوب ووسط آسيا السياسة الخارجية الأمريكية مع أفغانستان.

## التاريخ

### الانسحاب العسكري وحكومة غني
عملت القوات المسلحة الأمريكية على زيادة عدد قواتها وإنقاصها بشكل دوري في أفغانستان منذ عام 2002؛ ووصل العدد إلى أعلى مستوى بلغ حوالي 100 ألف جندي في عام 2010. أعقب ذلك انخفاض بطيء في عدد القوات منذ منتصف عام 2011 حتى نهاية عام 2014. اقترح نائب الرئيس جو بايدن تمركز المزيد من القوات العسكرية الأمريكية بعد عام 2014. قررت الولايات المتحدة في يناير عام 2017 إرسال 300 جندي من مشاة البحرية إلى ولاية هلمند الأفغانية لمساعدة قوات الأمن الأفغانية في محاربة طالبان في المسائل الاستخباراتية واللوجستية.
قال المسؤولون الأمريكيون والأفغان، بعد تصنيف أفغانستان على أنها دولة غير عضو في الناتو من قبل الولايات المتحدة في يوليو عام 2012، إنه يجب عليهم الآن اللجوء إلى ترتيب صفقة من شأنها أن تبقي القوة الأمريكية المتبقية في أفغانستان؛ وذلك لمواصلة تدريب الجنود الأفغان وتعقب المتمردين بعد عام 2014. لم تبدأ المحادثات بشأن الترتيب بحسب مسؤولين أميركيين. تختلف تقديرات عدد القوات التي يمكن أن تبقى من 10 آلاف إلى حوالي 25 ألأف أو 30 ألف؛ ولكن وزيرة الخارجية كلينتون كررت في 7 يوليو عام 2012 أن واشنطن تصورت إبقاء القوات الأمريكية في أفغانستان، حيث ستوفر نوعًا من القوة الجوية وقدرات المراقبة اللازمة لمنح القوات الأفغانية التفوق على طالبان؛ وقالت: «هذا هو نوع العلاقة التي نعتقد أنها ستكون مفيدة بشكل خاص أثناء انتقالنا وتخطيطنا لوجودنا لما بعد عام 2014»؛ وأضافت: «سيفتح ذلك الباب للجيش الأفغاني ليكون لديه قدرة أكبر ونوع أوسع من العلاقات مع الولايات المتحدة وخاصة جيش الولايات المتحدة». وافقت الولايات المتحدة في عام 2018 على خفض عدد قواتها إلى 8600 من أصل حوالي 13000 خلال الأشهر التالية.

#### وثائق أفغانستان
كشفت وثائق أفغانستان في ديسمبر عام 2019 أن كبار المسؤولين العسكريين والحكوميين رأوا بشكل عام أن الحرب في أفغانستان لا يمكن الانتصار فيها، ولكنهم أخفوا ذلك عن الشعب. يقدر التقرير، الذي يحمل عنوان «الدروس المستفادة»، أن 40% من المساعدات الأمريكية لأفغانستان منذ عام 2001 انتهى بها المطاف في جيوب المسؤولين الفاسدين، وأمراء الحرب، والمجرمين والمتمردين. قال ريان كروكر، السفير السابق في أفغانستان والعراق، للمحققين في مقابلة عام 2016: «لا يمكنكم وضع هذه المبالغ المالية في دولة ومجتمع هشين للغاية وتمنعها من تغذية للفساد».

#### اتفاقية السلام بين طالبان والولايات المتحدة
وقع زلماي خليل زاد (المبعوث الأمريكي) وعبد الغني برادر التابع لطالبان في 29 فبراير عام 2020 اتفاقية سلام مشروط يمهد الطريق لانسحاب كبير من الجيش الأمريكي في أفغانستان قبل مايو عام 2021. يتضمن الاتفاق أيضًا ضمانات من جانب طالبان بعدم استخدام الأمة في أي نشاط إرهابي.
يشرح الاتفاق أن المفاوضات بين الأفغان يجب أن تبدأ في الشهر التالي، قال الرئيس الأفغاني غني إن طالبان يجب أن تفي بشروط حكومته قبل الدخول في المحادثات. لا يدعو اتفاق الولايات المتحدة وطالبان إلى وقف فوري لإطلاق النار. شن مقاتلو طالبان في الأيام التي أعقبت توقيع الاتفاق عشرات الهجمات على قوات الأمن الأفغانية. نفذت الولايات المتحدة غارات جوية على قوات طالبان في ولاية هلمند الجنوبية ردًا على الهجوم.
اتفقت الولايات المتحدة وحلفاء الناتو، بتوقيع اتفاقية السلام بين الولايات المتحدة وحركة طالبان في 29 فبراير عام 2020، على خفض عدد القوات المتمركزة في أفغانستان في أدوار غير قتالية خلال الأشهر الأربعة عشر المقبلة من أجل إنهاء الحرب في أفغانستان.

#### التطورات في عام 2020
أكد الخبراء في مؤسسة راند في أعقاب هذه الصفقة على العواقب الضارة المحتملة لخفض عدد القوات بسرعة كبيرة جدًا؛ وأشاروا إلى أن السحب السريع للقوات يمكن أن يسفر عن «ضربة للمصداقية الأمريكية وإضعاف ردع وقيمة الطمأنينة الأمريكية في أماكن أخرى، وتزايد التهديد الإرهابي الناشئ عن المنطقة الأفغانية، وإمكانية واضحة لعودة ضرورية إلى هناك في ظل ظروف أسوأ». كان «خفض العنف» (وقف إطلاق النار) بين القوات الأفغانية والأمريكية وقوات طالبان، من أجل تسهيل بيئة يمكن للقوات الأمريكية من خلالها مغادرة المنطقة وضمان الانطلاق السلمي من داخل أفغانستان لمفاوضات السلام المباشرة بين أفغانستان وطالبان في العاشر من مارس، من بين القضايا الرئيسية الأربع في اتفاقية السلام الموقعة.
استمرت أعمال العنف في أفغانستان بعد أقل من أسبوع على اتفاقيات السلام بين الولايات المتحدة وطالبان، إذ قتل مسلحان من داعش 32 مدنيًا وجرحوا 58 على الأقل في حشد من الناس كانوا يحضرون حدثًا سياسيًا استضافه زعيم المعارضة عبد الله عبد الله في السادس من مارس؛ وأسفر هجوم لطالبان على موقع للشرطة والجيش في ولاية زابل عن مقتل 24 من قوات الأمن الوطنية الأفغانية في 20 مارس عام 2020. ردت وزارة الدفاع الأفغانية على هجوم طالبان بالقول إن «قوات الدفاع الوطني الأفغانية لن تترك هذا الهجوم دون رد، وستنتقم من أجل دماء الشهداء»، مهددة بذلك التزام الموقعين بخفض العنف بين قواتهم.
ازداد تعقيد خطط المفاوضات بين الأفغان وقيادة طالبان، ليس فقط بسبب استمرار العنف بين الجانبين، ولكن أيضًا بسبب الانتخابات الرئاسية التي أدت إلى انقسام حكومي، إذ قدم الرئيس أشرف غني وعبد الله عبد الله «قسم المنصب بشكل منفصل» في الاحتفالات الفردية في 9 مارس. كان انسحاب القوات الأمريكية معقدًا مع انتشار فيروس كورونا مؤخرًا بسبب أساليب الحجر الصحي التي استلزمتها توجيهات من البنتاغون تتطلب وضع القوات العائدة في مساكن معزولة لمدة قصيرة تصل إلى أسبوعين.
قالت صحيفة نيويورك تايمز: «اضطر ما لا يقل عن 300 جندي من الفرقة 82 المنقولة جوًا العائدين من أفغانستان إلى الحجر الصحي في فورت براغ في كارولاينا الشمالية، ومثلهم العشرات من الفرقة المدرعة الأولى في فورت بليس في تكساس».

#### انسحاب القوات الأمريكية
أعلن الرئيس الأمريكي جو بايدن في 13 أبريل عام 2021 انسحاب جميع القوات المتبقية في أفغانستان بحلول 11 سبتمبر عام 2021. بدأ الانسحاب في 1 مايو. 

## مقارنة بين البلدين
هذه مقارنة عامة ومرجعية للدولتين:
| وجه المقارنة                                              | أفغانستان                    | الولايات المتحدة                                                                                                  |
| --------------------------------------------------------- | ---------------------------- | --- |
| المساحة (كم2)                                             | 652.23 ألف                   | 9.83 مليون |
| عدد السكان (نسمة)                                         | 34.94 مليون                  | 311.58 مليون |
| الكثافة السكانية (ن./كم²)                                 | 53.57                        | 31.7 |
| العاصمة                                                   | كابل                         | واشنطن العاصمة |
| اللغة الرسمية                                             | اللغة البشتوية، اللغة الدرية | لغة إنجليزية |
| العملة                                                    | أفغاني                       | دولار أمريكي |
| الناتج المحلي الإجمالي (بليون دولار)                      | 20.82 مليار                  | 19.39 تريليون |
| الناتج المحلي الإجمالي (تعادل القوة الشرائية) بليون دولار | 62.62 مليار                  | 18.04 تريليون |
| الناتج المحلي الإجمالي الاسمي للفرد دولار أمريكي          | 594                          | 56.12 ألف |
| الناتج المحلي الإجمالي للفرد دولار أمريكي                 | 1.93 ألف                     | 54.63 ألف |
| مؤشر التنمية البشرية                                      | 0.479                        | 0.920 |
| رمز المكالمات الدولي                                      | +93                          | +1 |
| رمز الإنترنت                                              | .af                          | .us، حكومة، .mil، Edu.                                                                                            |
| المنطقة الزمنية                                           | ت ع م+04:30                  | توقيت ساموا الأمريكية، توقيت أطلنطي موحد، منطقة زمنية وسطى، توقيت ألاسكا ‏، المنطقة الزمنية الجبلية، توقيت تشامرو ‏ |

## مدن متوأمة
في ما يلي قائمة باتفاقيات التوأمة بين مدن أفغانية وأمريكية:
- ترتبط قندهار مع نوغاليس باتفاقية توأمة.
- ترتبط غزنة مع هايوارد باتفاقية توأمة.
- ترتبط جلال آباد مع سان دييغو باتفاقية توأمة منذ 2004.

## منظمات دولية مشتركة
يشترك البلدان في عضوية مجموعة من المنظمات الدولية، منها:
| علم المنظمة | اسم المنظمة                               | تاريخ انضمام أفغانستان | تاريخ انضمام الولايات المتحدة |
| ----------- | ----------------------------------------- | ---------------------- | ----------------------------- |
|             | وكالة ضمان الاستثمار متعدد الأطراف        | 16 يونيو 2003          | 12 أبريل 1988                 |
|             | الاتحاد الدولي للاتصالات                  | 12 أبريل 1928          | 1 يوليو 1908                  |
|             | يونسكو                                    | 4 مايو 1948            | 4 نوفمبر 1946                 |
|             | الأمم المتحدة                             | 19 نوفمبر 1946         | 24 أكتوبر 1945                |
|             | المركز الدولي لتسوية المنازعات الاستشارية | 25 يوليو 1968          | 14 أكتوبر 1966                |
|             | البنك الدولي للإنشاء والتعمير             | 14 يوليو 1995          | 27 ديسمبر 1945                |
|             | بنك التنمية الآسيوي                       | 1966                   | 1966                          |
|             | مؤسسة التمويل الدولية                     | 23 سبتمبر 1957         | 20 يوليو 1956                 |
|             | مؤسسة التنمية الدولية                     | 2 فبراير 1961          | 24 سبتمبر 1960                |
|             | منظمة الشرطة الجنائية الدولية             | ?                      | ?                             |
|             | الاتحاد البريدي العالمي                   | ?                      | ?                             |
|             | منظمة حظر الأسلحة الكيميائية              | ?                      | ?                             |

## أعلام
هذه قائمة لبعض الشخصيات التي تربطها علاقات بالبلدين:
- أفغان الولايات المتحدة
- اكليل أحمد حكيمي (دبلوماسي أفغاني، 1968 – )
- جوش غاد (ممثل أمريكي، 23 فبراير 1981[40] – )
- جيمس كانينغهام (دبلوماسي أمريكي، 1952 – )
- خالد حسيني (4 مارس 1965[41][42][43] – )
- روبرت جي. نيومان (دبلوماسي أمريكي، 2 يناير 1916[44] – 18 يونيو 1999[44])
- روبرت فين (دبلوماسي أمريكي، 19 ديسمبر 1945[45] – )
- رونالد إ. نيومان (دبلوماسي أمريكي، 30 سبتمبر 1944 – )
- ريان كروكر (دبلوماسي من الولايات المتحدة الأمريكية، 19 يونيو 1949[46] – )
- زلماي خليل زاد (دبلوماسي أمريكي، 22 مارس 1951 – )
- ستيفن تاونسند (جندي أمريكي، 1959 – )
- سيد طيب جواد (1958 – )
- عمر متين (16 نوفمبر 1986 – 12 يونيو 2016)
- فهيم فازلي (ممثل من الولايات المتحدة الأمريكية، 30 مايو 1966 – )
- مريم غني (فنانة أمريكية، 1978[47][48][49] – )

## وصلات خارجية
- موقع وزارة الخارجية الأفغانية
- موقع وزارة الخارجية الأمريكية